# Forțele Feminine de Apărare Bethnahrain
Forțele Feminine de Apărare Bethnahrain (siriacă ܚܝܠܘ̈ܬܐ ܕܣܘܬܪܐ ܕܢܫ̈ܐ ܕܒܝܬ ܢܗܪܝܢ, translit. Ḥaylawotho d'Sutoro d'Neshe d'Beth Nahrin; prescurtat HSNB) sunt o unitate militară și de poliție asiriană cu personal exclusiv feminin și având cartierul general în Al-Qahtaniya, Guvernoratul Al-Hasaka din Siria.
HSNB a fost înființată ca brigadă feminină de către Consiliul Militar Siriac (CMS) și îndeplinește roluri de pază și protecție în zonele locuite de populație asiriană/siriacă. HSNB include forțe militare și de poliție. Ramura de poliție a HSNB are secții în Gozarto, la fel ca și ramura militară, academiile și punctele militare. 

## Istoric
Forțele Feminine de Apărare Bethnahrain au fost înființate pe 1 septembrie 2015. În momentul anunțării formării brigăzii, s-a făcut public că aceasta va lupta sub îndrumarea Partidului Uniunii Siriace, aliat cu grupul asirian Sutoro, iar scopul grupării feminine este să „amelioreze valorile poporului siriac, drepturile femeilor, să acționeze în solidaritate cu femeile altor națiuni și să lupte împotriva reacțiunii”.
Pe 6 noiembrie 2016, HSNB a anunțat că va lua parte la Campania Raqqa împreună cu CMS și milițiile kurde, arabe și turkmene ale Forțelor Democratice Siriene.

## Ideologie
Forțele Feminine de Apărare Bethnahrain urmează ideologia Dawronoye, o mișcare asiriană naționalistă, seculară și de stânga cu rădăcini în anii 1980 în Midyat, Turcia.
Shamiran Shimon, președinta Uniunii Feminine Siriace din Siria, a anunțat că HSNB va fi înființată deoarece femeile asiriene din Siria au fost neglijate și persecutate de comunitățile masculine din regiune. HSNB a fost formată ca să garanteze drepturi egale pentru femeile asiriene din Siria și să contracareze constrângerile pe care autoritățile religioase din regiune le-au impus femeilor și idealurilor feminismului. Shimon a adăugat că brigada feminină asiriană a fost inspirată de unitățile echivalente kurde și că HSNB se va alătura acestora „în lupta împotriva teroriștilor Statului Islamic”.